# Жуніор Кабананга
Жуніор Кабананга (фр. Junior Kabananga, нар. 4 квітня 1989, Кіншаса) — конголезький футболіст, нападник збірної Демократичної Республіки Конго та казахстанського клубу «Астана».

## Клубна кар'єра
У дорослому футболі дебютував 2010 року виступами за команду клубу «Андерлехт», в якій провів один сезон, взявши участь лише у 5 матчах чемпіонату. 
Згодом з 2011 по 2013 рік грав у складі команд клубів «Беєрсхот», «Андерлехт» та «Руселаре».
Своєю грою за останню команду привернув увагу представників тренерського штабу клубу «Серкль», до складу якого приєднався 2013 року. Відіграв за команду з Брюгге наступні два сезони своєї ігрової кар'єри. Більшість часу, проведеного у складі «Серкля», був основним гравцем атакувальної ланки команди.
До складу клубу «Астана» приєднався 2015 року. Відтоді встиг відіграти за команду з Астани 6 матчів в національному чемпіонаті.

## Виступи за збірну
У 2014 році дебютував в офіційних матчах у складі національної збірної Демократичної Республіки Конго. Наразі провів у формі головної команди країни 4 матчі, забивши 1 гол.
У складі збірної був учасником Кубка африканських націй 2015 року в Екваторіальній Гвінеї.

## Досягнення
- Чемпіон Казахстану: 2015, 2016, 2017, 2018
- Володар Суперкубка Бельгії: 2010
- Володар Кубка Казахстану: 2016
- Володар Суперкубка Казахстану: 2019
- Чемпіон Білорусі: 2020
- Бронзовий призер Кубка африканських націй: 2015